# Diores immaculatus
Diores immaculatus är en spindelart som beskrevs av Albert Tullgren 1910. Diores immaculatus ingår i släktet Diores och familjen Zodariidae.
Artens utbredningsområde är Tanzania. Inga underarter finns listade i Catalogue of Life.